# Familie Van Houten
Hieronder staat de stamboom van de fictieve familie Van Houten uit de soapserie Goede tijden, slechte tijden.

## Familieleden
Dit is een lijst van alle familieleden van de familie Van Houten. Zowel huidige en vorige als overleden en levende personages. Personages die op dit moment niet in de serie zitten staan cursief.
Hieronder staat de stamboom van de fictieve familie Van Houten uit de soapserie Goede tijden, slechte tijden.

### Eerste generatie
- Augustus van Houten
  - Magdelena van Houten-Smith

### Tweede generatie
- Klaas van Houten
  - Petronella van Houten
- Henk van Houten
  - Greetje van Houten-de Boer
- Joan van Houten

### Derde generatie
- Augusta van Houten
(Sigrid Koetse, 2006) Augusta was het hoofd van de familie Van Houten en de dochter van Petronella en Klaas van Houten. Zij had een affaire met Herman Hogendoorn hieruit kwam een tweeling uit voort. Augusta is de moeder van Frits van Houten en Hans van Houten. Augusta was een vrouw die aanhanger was van het nazisme, net als haar voorvaders. Augusta overleed in Wales, doordat ze in een diepe put viel door een noodlottig toeval. Kleinzoon Jack kan haar nog net grijpen. Augusta wil dat Jack haar laat vallen. Na haar overlijden krijgen de kinderen van Frits een grootgeldbedrag aangeboden. Echter wijzen Sjors en Wiet de erfenis af omdat ze het bloedgeld vinden. Augusta, verdiende in de Tweede Wereldoorlog geld door Joden te verraden. Ondanks dat het bloedgeld is accepteert Jack de erfenis van Augusta.

### Vierde generatie
- Frits van Houten
(Casper van Bohemen, 1991-1995)
  - Dian van Houten-Alberts
(Lotte van Dam, 1991-1993; Chris Jolles, 1994-1999; Rixt Leddy, 2005-2008) 
Dian Alberts en Frits hebben in het geheim een relatie met elkaar. Ondanks dat ze hun liefde voor elkaar niet van de daken schreeuwen. Vraagt Frits, Dian ten huwelijk.  Dian is dol verliefd op Frits en gaat op zijn huwelijksaanzoek in. Alleen is er een probleem de secretaresse van Frits, Hannie van der Kroeft is smoorverliefd op haar baas. Frits gebruikt haar alleen maar. Dan gebeurt het onvermijdelijke; Hannie raakt zwanger van Frits. Frits bedenkt samen met Dian dat Hannie een abortus pleegt. In ruil dat Frits  belooft met Hannie te trouwen. Hannie laat haar kind weghalen (later blijkt dat Hannie nooit de abortus heeft laten doen). Frits en Dian besluiten in het geheim op Bonaire te trouwen. Op typisch Antilliaanse wijze, in het bijzijn van een aantal Bonairianen, geven Dian en Frits elkaar het jawoord. Het is een mooie en intieme bruiloft.  Dian verheugt zich erop om haar vader Jef en iedereen in Meerdijk de ogen uit te steken met haar ring en het nieuws dat ze is getrouwd. Vader Jef en stiefmoeder Sylvia zijn niet bepaald blij met het nieuws dat Dian is getrouwd met Frits. In Nederland bereiden Dian en Frits hun huwelijksfeest voor. Wanneer Frits in bad zit, sluipt er iemand zijn kamer binnen. Nietsvermoedend roept Frits naar Dian, want hij denkt dat zij de kamer binnenkomt. Echter duwt een onbekende hand, de televisie die op de rand van het bad staat het water in. Frits wordt geëlektrocuteerd en overlijdt. Dian blijft als een verdrietige weduwe achter na de moord op Frits. Jaren later blijkt dat Frits' tweelingbroer Hans hem geëlektrocuteerd heeft. Augusta en Hans laten Frits' minnares en tevens secretaresse Hannie van der Kroeft voor de moord opdraaien.
- Hans van Houten
(Casper van Bohemen, 2005-2006, 2016 (Meerdijk app)). Hans wordt geboren uit een onenightstand tussen Augusta van Houten en de beruchte zakenman Herman Hogendoorn. Hogendoorn nam geen verantwoordelijkheid voor Hans en tweelingbroer Frits. Augusta was een strenge vrouw en zette Hans psychisch onder druk. Zij wilde dat Hans de andere helft van de amulet terug in handen kreeg. Hans kon namelijk niet verkroppen dat Frits hem achter had gelaten bij zijn moeder en dacht dat Frits de familieschat had. Hans duwt een televisietoestel in bad en Frits wordt geëlektrocuteerd en overlijdt ter plekke.

### Vijfde generatie
- Jack van Houten
(Anne Meester, 1992; Davy Renema, 1993; Mark van Eeuwen, 2005-2013, 2014,2016)
Jack is geboren uit een relatie tussen Frits en zijn toenmalige vriendin Trix. 
  -  Janine van Houten-Elschot
(Caroline de Bruijn, 1992-heden)
- Sjors Langeveld (geboren als Wendela Hafkamp; alias, Wendela van Houten)
(Isabella van der Wulp, 1996; Inge Schrama, 2003-2017; Melissa Drost, 2017-2020)
  - Bing Mauricius 
(Everon Jackson Hooi, 2005-heden)
  - Tim Loderus
(Beau Schneider, 2012-2016)
- Wiet van Houten 
(Anique Pappers, 2005-2006; Pip Pellens, 2010, 2010-2011, 2012, 2013-2016) 
Wiet is geboren uit een affaire tussen Frits en zijn secretaresse Hannie. Frits heeft nooit van het bestaan van Wiet geweten, omdat hij dacht dat Hannie een abortus had laten plegen. Wiet werd geboren in een psychiatrische inrichting en werd door haar grootmoeder Augusta van Houten ondergebracht bij het echtpaar Terlake. Geesje Terlake was een hardhandige vrouw en zag Wiet meer als een project dat haar geld opleverde dan als een persoon. Wiet had hier erg onder te lijden en leed aan depressies. Bij haar halfbroer Jack en halfzus Sjors vond ze wel warmte.

### Zesde generatie
- Lana de Jong 
(verschillende kinderen, 2010-2017) (Faye Bezemer, 2017-2020)

## Stamboom 1
| Informatie | Informatie            |
| ---------- | --------------------- |
| T          | Trouwen, Huwelijk     |
| V          | Verloofd              |
| R          | Relatie               |
| a          | Affaire/Onenightstand |

- "Augustus van Houten" [OVERLEDEN]
  - t. Magdelena van Houten-Smith  [OVERLEDEN]
    - k. Joan van Houten [OVERLEDEN]
    - k. Henk van Houten  [OVERLEDEN]
      - t. Greetje van Houten-de Boer [OVERLEDEN]

    - k. Klaas van Houten [OVERLEDEN]
      - t. Petronella van Houten [OVERLEDEN]
        - k. Augusta van Houten [OVERLEDEN]
          - a. Herman Hogendoorn [OVERLEDEN]
            - k. Frits van Houten [OVERLEDEN]
              - r. Trix Gerritse [OVERLEDEN]
                - k. Jack van Houten
                  - r. Kate "onbekend" [OVERLEDEN]
                  - r. Anita Dendermonde [OVERLEDEN]
                  - r. Charlie Fischer
                  - t.  Janine van Houten-Elschot (gescheiden; 2009-2010)
                  - r. Lorena Gonzalez

              - v. Martine Hafkamp (verloving; 1993-1994, geannuleerd wegens veroordeling voor poging tot moord op Helen Helmink)
                - k. Sjors Langeveld (geboren als Wendela Hafkamp, alias; Wendela van Houten)
                  - r. Morris Fischer
                  - r. Milan Alberts
                  - t. Bing Mauricius (gescheiden; 2006-2007, 2012)
                  - v. Nick Sanders (verloving; geannuleerd)
                  - r. Danny de Jong [OVERLEDEN]
                    - k. Lana de Jong
                    - r. Q Bouwhuis
                    - r. Valentijn Sanders

                  - t. Tim Loderus (gescheiden; 2015-2016)
                  - t. Amir Nazar (getrouwd; 2019-)

              - a. Hannie van der Kroeft [OVERLEDEN]
                - k. Wiet van Houten
                  - r. Sjoerd Bouwhuis (2010, 2014)
                  - r. Edwin Bouwhuis (2011) [OVERLEDEN]
                  - r. Anna Brandt (2014-2015, 2015-2016)
                  - v. Zeger Philip van Zuylen-de Larrey (2015) [OVERLEDEN}

              - t. Dian van Houten-Alberts (1995-1997) [OVERLEDEN]

            - k. Hans van Houten

## Stamboom 2
| Legende            | Legende             |
| ------------------ | ------------------- |
| Wiet van Houten    | huidig personage    |
| Hans van Houten    | verdwenen personage |
| Augusta van Houten | overleden personage |

|  |  |                 |                 |                 |                 | Augusta van Houten | Augusta van Houten | Augusta van Houten | Augusta van Houten | Augusta van Houten | Augusta van Houten |                 |                 |                 |                 |                 |                 | Herman Hogendoorn | Herman Hogendoorn | Herman Hogendoorn | Herman Hogendoorn | Herman Hogendoorn | Herman Hogendoorn |                 |                 |                 |                 |  |  |                  |                  |                  |                  |                  |                  |  |  |                       |                       |                       |                       |                       |                       |  |  |                 |                 |                 |                 |                 |                 |  |  |  |  |
|  |  |                 |                 |                 |                 | Augusta van Houten | Augusta van Houten | Augusta van Houten | Augusta van Houten | Augusta van Houten | Augusta van Houten |                 |                 |                 |                 |                 |                 | Herman Hogendoorn | Herman Hogendoorn | Herman Hogendoorn | Herman Hogendoorn | Herman Hogendoorn | Herman Hogendoorn |                 |                 |                 |                 |  |  |                  |                  |                  |                  |                  |                  |  |  |                       |                       |                       |                       |                       |                       |  |  |                 |                 |                 |                 |                 |                 |  |  |  |  |
|  |  |                 |                 |                 |                 |                    |                    |                    |                    |                    |                    |                 |                 |                 |                 |                 |                 |                   |                   |                   |                   |                   |                   |                 |                 |                 |                 |  |  |                  |                  |                  |                  |                  |                  |  |  |                       |                       |                       |                       |                       |                       |  |  |                 |                 |                 |                 |                 |                 |  |  |  |  |
|  |  |                 |                 |                 |                 |                    |                    |                    |                    |                    |                    |                 |                 |                 |                 |                 |                 |                   |                   |                   |                   |                   |                   |                 |                 |                 |                 |  |  |                  |                  |                  |                  |                  |                  |  |  |                       |                       |                       |                       |                       |                       |  |  |                 |                 |                 |                 |                 |                 |  |  |  |  |
|  |  | Rien Hogendoorn | Rien Hogendoorn | Rien Hogendoorn | Rien Hogendoorn | Rien Hogendoorn    | Rien Hogendoorn    |                    |                    |                    |                    | Hans van Houten | Hans van Houten | Hans van Houten | Hans van Houten | Hans van Houten | Hans van Houten |                   |                   |                   |                   | Martine Hafkamp   | Martine Hafkamp   | Martine Hafkamp | Martine Hafkamp | Martine Hafkamp | Martine Hafkamp |  |  | Frits van Houten | Frits van Houten | Frits van Houten | Frits van Houten | Frits van Houten | Frits van Houten |  |  | Trix Gerritse         | Trix Gerritse         | Trix Gerritse         | Trix Gerritse         | Trix Gerritse         | Trix Gerritse         |  |  |                 |                 |                 |                 |                 |                 |  |  |  |  |
|  |  | Rien Hogendoorn | Rien Hogendoorn | Rien Hogendoorn | Rien Hogendoorn | Rien Hogendoorn    | Rien Hogendoorn    |                    |                    |                    |                    | Hans van Houten | Hans van Houten | Hans van Houten | Hans van Houten | Hans van Houten | Hans van Houten |                   |                   |                   |                   | Martine Hafkamp   | Martine Hafkamp   | Martine Hafkamp | Martine Hafkamp | Martine Hafkamp | Martine Hafkamp |  |  | Frits van Houten | Frits van Houten | Frits van Houten | Frits van Houten | Frits van Houten | Frits van Houten |  |  | Trix Gerritse         | Trix Gerritse         | Trix Gerritse         | Trix Gerritse         | Trix Gerritse         | Trix Gerritse         |  |  |                 |                 |                 |                 |                 |                 |  |  |  |  |
|  |  |                 |                 |                 |                 |                    |                    |                    |                    |                    |                    |                 |                 |                 |                 |                 |                 |                   |                   |                   |                   |                   |                   |                 |                 |                 |                 |  |  |                  |                  |                  |                  |                  |                  |  |  | Hannie van der Kroeft | Hannie van der Kroeft | Hannie van der Kroeft | Hannie van der Kroeft | Hannie van der Kroeft | Hannie van der Kroeft |  |  | Jack van Houten | Jack van Houten | Jack van Houten | Jack van Houten | Jack van Houten | Jack van Houten |  |  |  |  |
|  |  |                 |                 |                 |                 |                    |                    |                    |                    | Danny de Jong      | Danny de Jong      | Danny de Jong   | Danny de Jong   | Danny de Jong   | Danny de Jong   |                 |                 |                   |                   |                   |                   | Sjors Langeveld   | Sjors Langeveld   | Sjors Langeveld | Sjors Langeveld | Sjors Langeveld | Sjors Langeveld |  |  |                  |                  |                  |                  |                  |                  |  |  | Hannie van der Kroeft | Hannie van der Kroeft | Hannie van der Kroeft | Hannie van der Kroeft | Hannie van der Kroeft | Hannie van der Kroeft |  |  | Jack van Houten | Jack van Houten | Jack van Houten | Jack van Houten | Jack van Houten | Jack van Houten |  |  |  |  |
|  |  |                 |                 |                 |                 |                    |                    |                    |                    | Danny de Jong      | Danny de Jong      | Danny de Jong   | Danny de Jong   | Danny de Jong   | Danny de Jong   |                 |                 |                   |                   |                   |                   | Sjors Langeveld   | Sjors Langeveld   | Sjors Langeveld | Sjors Langeveld | Sjors Langeveld | Sjors Langeveld |  |  |                  |                  |                  |                  |                  |                  |  |  |                       |                       |                       |                       |                       |                       |  |  |                 |                 |                 |                 |                 |                 |  |  |  |  |
|  |  |                 |                 |                 |                 |                    |                    |                    |                    |                    |                    |                 |                 |                 |                 |                 |                 |                   |                   |                   |                   |                   |                   |                 |                 |                 |                 |  |  |                  |                  |                  |                  |                  |                  |  |  | Wiet van Houten       |                       |                       |                       |                       |                       |  |  |                 |                 |                 |                 |                 |                 |  |  |  |  |
|  |  |                 |                 |                 |                 |                    |                    |                    |                    |                    |                    |                 |                 |                 |                 | Lana de Jong    |                 |                   |                   |                   |                   |                   |                   |                 |                 |                 |                 |  |  |                  |                  |                  |                  |                  |                  |  |  |                       |                       |                       |                       |                       |                       |  |  |                 |                 |                 |                 |                 |                 |  |  |  |  |